# Le monde est méchant
Albums de Niska
Mr Sal
(2019) GOAT
(2024)
Singles
1. De bon matin
Sortie : 19 août 2021
2. Mapess
Sortie : 13 octobre 2021
3. N.I
Sortie : 3 novembre 2021
4. 140G
Sortie : 25 novembre 2021
5. 44
Sortie : 20 décembre 2021
6. Jota
Sortie : 14 mars 2022
7. Genkidama
Sortie : 23 novembre 2022
8. GSD
Sortie : 22 décembre 2022
9. Sale Baye
Sortie : 19 janvier 2023

Le monde est méchant est la 2e mixtape du rappeur français Niska, sorti le 5 novembre 2021.

## Genèse
Le 19 août 2021, il sort le clip De bon matin avec Guy2Bezbar. Le 13 octobre 2021, il sort le clip Mapess.
Deux jours avant la sortie de la mixtape, il publie le clip N.I avec Ninho.
Sur ce projet, il collabore avec Guy2Bezbar, Maes, Hamza, Ninho, Tiakola, 1PLIKÉ140, Mayo, Pepito, Madrane et Liim's.
La mixtape est certifiée disque d'or en France un peu plus d'un mois après sa sortie.
Le 16 novembre 2022, Niska annonce la réédition de la mixtape intitulée Le monde est méchant V2.

## Clips vidéo
- De bon matin (feat. Guy2Bezbar) : 19 août 2021
- Mapess : 13 octobre 2021
- N.I (feat. Ninho) : 3 novembre 2021
- 140G (feat. 1PLIKÉ140) : 25 novembre 2021
- 44 : 20 décembre 2021
- Jota (feat. Hamza) : 14 mars 2022
- Genkidama : 23 novembre 2022
- GSD : 22 décembre 2022
- Sale Baye (feat. Zed) : 19 janvier 2023

## Liste des pistes
| Le monde est méchant | Le monde est méchant            | Le monde est méchant                                  | Le monde est méchant | Le monde est méchant | Le monde est méchant | Le monde est méchant | Le monde est méchant | Le monde est méchant | Le monde est méchant |
| No                   | Titre                           | Compositeur(s)                                        | Durée                |                      |                      |                      |                      |                      |                      |
| -------------------- | ------------------------------- | ----------------------------------------------------- | -------------------- | -------------------- | -------------------- | -------------------- | -------------------- | -------------------- | -------------------- |
| 1.                   | Le monde est méchant            | Junior Alaprod                                        | 2:27                 |                      |                      |                      |                      |                      |                      |
| 2.                   | De bon matin (feat. Guy2Bezbar) | Tigri, Kronos, Louis the beatmaker, Stork, SHABZBEATZ | 3:03                 |                      |                      |                      |                      |                      |                      |
| 3.                   | Blue Magic (feat. Maes)         | P.Prod, Guapo du Soleil                               | 3:10                 |                      |                      |                      |                      |                      |                      |
| 4.                   | Paris                           | Chapo, Heizenberg, Bersa                              | 3:16                 |                      |                      |                      |                      |                      |                      |
| 5.                   | Mapess                          | Dada, Trent 700, Chady                                | 2:05                 |                      |                      |                      |                      |                      |                      |
| 6.                   | Lundi                           | H8MKRZ                                                | 3:21                 |                      |                      |                      |                      |                      |                      |
| 7.                   | Jota (feat. Hamza)              | Junior Alaprod, SHABZBEATZ, Stork, Ponko              | 2:44                 |                      |                      |                      |                      |                      |                      |
| 8.                   | N.I (feat. Ninho)               | Noxious                                               | 2:59                 |                      |                      |                      |                      |                      |                      |
| 9.                   | 44                              | SHK, Nardey, Scar                                     | 2:47                 |                      |                      |                      |                      |                      |                      |
| 10.                  | Canelo                          | Lumic, Tommy On The Track                             | 2:39                 |                      |                      |                      |                      |                      |                      |
| 11.                  | Joe Pesci (feat. Tiakola)       | Yako, Alik, Kayne, Wavy-n, Tyron808, WaveMakers       | 3:02                 |                      |                      |                      |                      |                      |                      |
| 12.                  | Paramètre                       | Bersa                                                 | 3:13                 |                      |                      |                      |                      |                      |                      |
| 13.                  | Journée (feat. Tiakola)         | Ken & Ryu, 2K, Sofiane Pamart                         | 2:23                 |                      |                      |                      |                      |                      |                      |
| 14.                  | 140G (feat. 1PLIKÉ140)          | GA                                                    | 3:02                 |                      |                      |                      |                      |                      |                      |
| 15.                  | T-Rain                          | Sam H, Trent 700, Chady                               | 3:09                 |                      |                      |                      |                      |                      |                      |
| 16.                  | Service (feat. Mayo)            | Bersa                                                 | 3:01                 |                      |                      |                      |                      |                      |                      |
| 17.                  | CDC (feat. Pepito & Madrane)    | Noxious                                               | 3:06                 |                      |                      |                      |                      |                      |                      |
| 18.                  | Loup solitaire (feat. Liim's)   | Koston                                                | 2:46                 |                      |                      |                      |                      |                      |                      |
| 52:13                |                                 |                                                       |                      |                      |                      |                      |                      |                      |                      |

| Le monde est méchant (V2) | Le monde est méchant (V2) | Le monde est méchant (V2)                      | Le monde est méchant (V2) | Le monde est méchant (V2) | Le monde est méchant (V2) | Le monde est méchant (V2) | Le monde est méchant (V2) | Le monde est méchant (V2) | Le monde est méchant (V2) |
| No                        | Titre                     | Compositeur(s)                                 | Durée                     |                           |                           |                           |                           |                           |                           |
| ------------------------- | ------------------------- | ---------------------------------------------- | ------------------------- | ------------------------- | ------------------------- | ------------------------- | ------------------------- | ------------------------- | ------------------------- |
| 1.                        | Squaad                    | KDMadeIt                                       | 3:07                      |                           |                           |                           |                           |                           |                           |
| 2.                        | Genkidama                 | Boumidjal, HoloMobb                            | 3:04                      |                           |                           |                           |                           |                           |                           |
| 3.                        | R.A.S (feat. Gazo)        | Ken & Ryu, Narcos                              | 2:55                      |                           |                           |                           |                           |                           |                           |
| 4.                        | Nueve                     | Heezy Lee, Kayne, Wavy-n, Tyron808, WaveMakers | 2:58                      |                           |                           |                           |                           |                           |                           |
| 5.                        | Solo                      | Unfazzed                                       | 2:20                      |                           |                           |                           |                           |                           |                           |
| 6.                        | GSD                       | GA                                             | 2:49                      |                           |                           |                           |                           |                           |                           |
| 7.                        | Sal baye (feat. Zed)      | Noxious                                        | 3:07                      |                           |                           |                           |                           |                           |                           |
| 8.                        | Corleone                  | Diabi                                          | 2:45                      |                           |                           |                           |                           |                           |                           |
| 9.                        | Gâté                      | Stork, BabyBoi                                 | 2:59                      |                           |                           |                           |                           |                           |                           |
| 10.                       | Toka                      | Noxious                                        | 2:53                      |                           |                           |                           |                           |                           |                           |
| 28:57                     |                           |                                                |                           |                           |                           |                           |                           |                           |                           |

## Titres certifiés
- Le monde est méchant  Or[8]
- De bon matin (feat. Guy2Bezbar)  Or[9]
- Blue Magic (feat. Maes)  Platine[10]
- Paris  Or[11]
- Mapess  Platine[12]
- Jota (feat. Hamza)  Platine[13]
- N.I (feat. Ninho)  Diamant[14]
- 44  Diamant[15]
- Journée (feat. Tiakola)  Platine[16]
- 140G (feat. 1PLIKÉ140)  Or[17]
- T-Rain  Or
- Genkidama  Platine[18]

## Classements et certification

### Classements hebdomadaires
| Classement (2021)            | Meilleure position |
| ---------------------------- | ------------------ |
| France (SNEP)                | 2                  |
| Suisse (Schweizer Hitparade) | 4                  |
| Belgique (Wallonie Ultratop) | 3                  |
| Belgique (Flandre Ultratop)  | 31                 |

### Certification
| Région                                                                                                 | Certification | Ventes/Streams |
| --- | ------------- | -------------- |
| France (SNEP)                                                                                          | 3 × Platine   | 300 000*       |
| Belgique (BEA)                                                                                         | Or            | 50 000*        |
| *Ventes selon la certification ^Mise en rayon selon la certification xNon précisé par la certification |               |                |

## Historique de sortie
| Région | Date             | Version                 | Format                            | Label                |
| ------ | ---------------- | ----------------------- | --------------------------------- | -------------------- |
| Divers | 5 novembre 2021  | Le monde est méchant    | - CD - téléchargement - streaming | Capitol Music France |
| Divers | 25 novembre 2022 | Le monde est méchant V2 | Digital                           | Capitol Music France |
| Divers | 16 décembre 2022 | Le monde est méchant V2 | - CD - téléchargement - streaming | Capitol Music France |